# Clementino Fausto Barcelos de Brito
Clementino Fausto Barcelos de Brito (Desterro, 1879 — Florianópolis, 10 de setembro de 1953) foi um professor e escritor brasileiro.

## Academia Catarinense de Letras
Foi membro da Academia Catarinense de Letras (ACL).